# I'm Your Man (album, Leonard Cohen)
I'm Your Man je osmé studiové album kanadského písničkáře Leonarda Cohena. Jeho nahrávání probíhalo mezi srpnem a listopadem 1987 a album vyšlo v únoru 1988 u vydavatelství Columbia Records. Na CD pak album vyšlo v roce 1990.

## Seznam skladeb
| Pořadí         | Název                   | Autor                        | Délka |
| -------------- | ----------------------- | ---------------------------- | ----- |
| 1.             | First We Take Manhattan | Leonard Cohen                | 6:01  |
| 2.             | Ain't No Cure for Love  | Cohen                        | 4:50  |
| 3.             | Everybody Knows         | Cohen, Sharon Robinson       | 5:36  |
| 4.             | I'm Your Man            | Cohen                        | 4:28  |
| 5.             | Take This Waltz         | Cohen, Federico García Lorca | 5:59  |
| 6.             | Jazz Police             | Cohen, Jeff Fisher           | 3:53  |
| 7.             | I Can't Forget          | Cohen                        | 4:31  |
| 8.             | Tower of Song           | Cohen, Jennifer Warnes       | 5:37  |
| Celková délka: | Celková délka:          | Celková délka:               | 40:41 |

## Obsazení
- Leonard Cohen – klávesy, zpěv
- Jude Johnson – zpěv
- Anjani Thomas – zpěv
- Jennifer Warnes – zpěv
- Mayel Assouly – doprovodný zpěv
- Evelyine Hebey – doprovodný zpěv
- Elisabeth Valletti – doprovodný zpěv
- Jeff Fisher – klávesy
- Bob Stanley – kytara
- Sneaky Pete Kleinow – pedálová steel kytara
- Peter Kisilenko – baskytara
- Tom Brechtlein – bicí
- Vinnie Colaiuta – bicí
- Lenny Castro – perkuse
- Michel Robidoux – bicí, klávesy
- John Bilezikjian – úd
- Richard Beaudet – saxofon
- Raffi Hakopian – housle